# 1934年
1934年（1934 ねん）は、西暦（グレゴリオ暦）による、月曜日から始まる平年。昭和9年。

## 他の紀年法
- 干支：甲戌
- 日本（月日は一致）
  - 昭和9年
  - 皇紀2594年
- 中国（月日は一致）
  - 中華民国：中華民国23年
  - 中華共和国：中華共和国2年
  - 満洲国：大同3年（-2月28日）、康徳元年（3月1日-）
- 朝鮮
  - 檀紀4267年
  - 主体23年
- 阮朝（ベトナム）
  - 保大8年11月16日 - 保大9年11月25日
- モンゴル人民共和国（月日は一致）
  - モンゴル人民共和国24年
- 仏滅紀元：2476年 - 2477年
- イスラム暦：1352年9月15日 - 1353年9月24日
- ユダヤ暦：5694年4月14日 - 5695年4月25日
- 修正ユリウス日(MJD)：27438 - 27802
- リリウス日(LD)：128279 - 128643

※檀紀は、大韓民国で1948年に法的根拠を与えられたが、1962年からは公式な場では使用されていない。

※主体暦は、朝鮮民主主義人民共和国で1997年に制定された。

## カレンダー
| 1月 |    |    |    |    |    |    |
| 日  | 月 | 火 | 水 | 木 | 金 | 土 |
|     | 1  | 2  | 3  | 4  | 5  | 6  |
| 7   | 8  | 9  | 10 | 11 | 12 | 13 |
| 14  | 15 | 16 | 17 | 18 | 19 | 20 |
| 21  | 22 | 23 | 24 | 25 | 26 | 27 |
| 28  | 29 | 30 | 31 |    |    |    |
|     |    |    |    |    |    |    |

| 2月 |    |    |    |    |    |    |
| 日  | 月 | 火 | 水 | 木 | 金 | 土 |
|     |    |    |    | 1  | 2  | 3  |
| 4   | 5  | 6  | 7  | 8  | 9  | 10 |
| 11  | 12 | 13 | 14 | 15 | 16 | 17 |
| 18  | 19 | 20 | 21 | 22 | 23 | 24 |
| 25  | 26 | 27 | 28 |    |    |    |
|     |    |    |    |    |    |    |

| 3月 |    |    |    |    |    |    |
| 日  | 月 | 火 | 水 | 木 | 金 | 土 |
|     |    |    |    | 1  | 2  | 3  |
| 4   | 5  | 6  | 7  | 8  | 9  | 10 |
| 11  | 12 | 13 | 14 | 15 | 16 | 17 |
| 18  | 19 | 20 | 21 | 22 | 23 | 24 |
| 25  | 26 | 27 | 28 | 29 | 30 | 31 |
|     |    |    |    |    |    |    |

| 4月 |    |    |    |    |    |    |
| 日  | 月 | 火 | 水 | 木 | 金 | 土 |
| 1   | 2  | 3  | 4  | 5  | 6  | 7  |
| 8   | 9  | 10 | 11 | 12 | 13 | 14 |
| 15  | 16 | 17 | 18 | 19 | 20 | 21 |
| 22  | 23 | 24 | 25 | 26 | 27 | 28 |
| 29  | 30 |    |    |    |    |    |
|     |    |    |    |    |    |    |

| 5月 |    |    |    |    |    |    |
| 日  | 月 | 火 | 水 | 木 | 金 | 土 |
|     |    | 1  | 2  | 3  | 4  | 5  |
| 6   | 7  | 8  | 9  | 10 | 11 | 12 |
| 13  | 14 | 15 | 16 | 17 | 18 | 19 |
| 20  | 21 | 22 | 23 | 24 | 25 | 26 |
| 27  | 28 | 29 | 30 | 31 |    |    |
|     |    |    |    |    |    |    |

| 6月 |    |    |    |    |    |    |
| 日  | 月 | 火 | 水 | 木 | 金 | 土 |
|     |    |    |    |    | 1  | 2  |
| 3   | 4  | 5  | 6  | 7  | 8  | 9  |
| 10  | 11 | 12 | 13 | 14 | 15 | 16 |
| 17  | 18 | 19 | 20 | 21 | 22 | 23 |
| 24  | 25 | 26 | 27 | 28 | 29 | 30 |
|     |    |    |    |    |    |    |

| 7月 |    |    |    |    |    |    |
| 日  | 月 | 火 | 水 | 木 | 金 | 土 |
| 1   | 2  | 3  | 4  | 5  | 6  | 7  |
| 8   | 9  | 10 | 11 | 12 | 13 | 14 |
| 15  | 16 | 17 | 18 | 19 | 20 | 21 |
| 22  | 23 | 24 | 25 | 26 | 27 | 28 |
| 29  | 30 | 31 |    |    |    |    |
|     |    |    |    |    |    |    |

| 8月 |    |    |    |    |    |    |
| 日  | 月 | 火 | 水 | 木 | 金 | 土 |
|     |    |    | 1  | 2  | 3  | 4  |
| 5   | 6  | 7  | 8  | 9  | 10 | 11 |
| 12  | 13 | 14 | 15 | 16 | 17 | 18 |
| 19  | 20 | 21 | 22 | 23 | 24 | 25 |
| 26  | 27 | 28 | 29 | 30 | 31 |    |
|     |    |    |    |    |    |    |

| 9月 |    |    |    |    |    |    |
| 日  | 月 | 火 | 水 | 木 | 金 | 土 |
|     |    |    |    |    |    | 1  |
| 2   | 3  | 4  | 5  | 6  | 7  | 8  |
| 9   | 10 | 11 | 12 | 13 | 14 | 15 |
| 16  | 17 | 18 | 19 | 20 | 21 | 22 |
| 23  | 24 | 25 | 26 | 27 | 28 | 29 |
| 30  |    |    |    |    |    |    |
|     |    |    |    |    |    |    |

| 10月 |    |    |    |    |    |    |
| 日   | 月 | 火 | 水 | 木 | 金 | 土 |
|      | 1  | 2  | 3  | 4  | 5  | 6  |
| 7    | 8  | 9  | 10 | 11 | 12 | 13 |
| 14   | 15 | 16 | 17 | 18 | 19 | 20 |
| 21   | 22 | 23 | 24 | 25 | 26 | 27 |
| 28   | 29 | 30 | 31 |    |    |    |
|      |    |    |    |    |    |    |

| 11月 |    |    |    |    |    |    |
| 日   | 月 | 火 | 水 | 木 | 金 | 土 |
|      |    |    |    | 1  | 2  | 3  |
| 4    | 5  | 6  | 7  | 8  | 9  | 10 |
| 11   | 12 | 13 | 14 | 15 | 16 | 17 |
| 18   | 19 | 20 | 21 | 22 | 23 | 24 |
| 25   | 26 | 27 | 28 | 29 | 30 |    |
|      |    |    |    |    |    |    |

| 12月 |    |    |    |    |    |    |
| 日   | 月 | 火 | 水 | 木 | 金 | 土 |
|      |    |    |    |    |    | 1  |
| 2    | 3  | 4  | 5  | 6  | 7  | 8  |
| 9    | 10 | 11 | 12 | 13 | 14 | 15 |
| 16   | 17 | 18 | 19 | 20 | 21 | 22 |
| 23   | 24 | 25 | 26 | 27 | 28 | 29 |
| 30   | 31 |    |    |    |    |    |
|      |    |    |    |    |    |    |

## できごと
- イギリス人のパーシー・ショー（英語版）が反射道路鋲「キャッツアイ（英語版）」を発明し、特許を取得する[1]。

### 1月
- 1月1日 - 東京宝塚劇場開場。キンチョール発売開始。[要出典]
- 1月8日 - 京都駅で呉海兵団入団者の見送りによる大混乱。跨線橋の階段で77名が圧死（京都駅跨線橋転倒事故）。
- 1月11日 - 法政大学で予科教授・講師47名を解職（法政騒動）。
- 1月14日 - 時事新報が帝人事件をスクープ。
- 1月15日 - 日本共産党内部の裏切り・スパイ疑惑に関する査問事件を「赤色リンチ事件」として公表。
- 1月15日 - ネパール東部でマグニチュード8.1の地震発生（ビハール・ネパール地震）。
- 1月20日 - 富士写真フイルム設立（大日本セルロイドの写真部門が分社独立）。
- 1月26日 - ドイツ・ポーランド不可侵条約締結。
- 1月27日 - スタヴィスキー事件によりショータン仏内閣総辞職。
- 1月28日 - シェストフ「悲劇の哲学」邦訳。「シェストフ的不安」が流行語になる。
- 1月29日 - 日本製鐵株式會社設立（2月1日営業開始）。
- 1月31日 - 兵庫県但馬地方で三十年来の大雪。18名死亡。

### 2月
- 2月1日 - 日比谷映画劇場開場
- 2月6日 - フランスで、アクション・フランセーズなどの国粋主義団体による反政府暴動が発生。翌日ダラディエ内閣総辞職。
- 2月12日 - オーストリアで社会民主党支持の労働者をドルフスキリスト教社会党政権が拘束した事をきっかけに両党が軍事衝突（2月内乱）。
- 2月19日 - 愛知県蒲郡市に初の国際観光ホテルである蒲郡ホテルが完成
- 山田盛太郎「日本資本主義分析」

### 3月
- 3月1日 - 満洲国にて帝政実施。執政溥儀が皇帝となる。
- 3月5日 - 文部大臣・鳩山一郎が綱紀問題で辞任。
- 3月9日 - 時事新報社社長・武藤山治、神奈川県大船町（現：鎌倉市）の別邸近くで狙撃される（翌10日死去）。
- 3月12日 - 友鶴事件。長崎県志々伎岬沖で水雷艇友鶴が荒天下の演習中に転覆。艦長以下100名死亡。
- 3月13日 - ムッソリーニ、スペイン王党派と協定。
- 3月16日 - 初の国立公園指定（瀬戸内海・雲仙・霧島）
- 3月21日
  - 函館市で大火（函館大火）。24,186戸焼失、2,166名死亡。
  - 東日本で暴風雨。727戸倒壊、50名死亡。
- 3月24日 - 日活が多摩川撮影所を買収、現代劇部の東京移転を開始。
- 3月25日 - 明治大学和泉予科校舎竣工（4月16日授業開始）。

### 4月
- 4月1日 - 山口貯水池（狭山湖）完工式
- 4月2日 - 海軍航海学校開校（横須賀市）
- 4月13日 - 明治生命館完成
- 4月18日 - 帝人事件
- 4月21日 - 忠犬ハチ公銅像除幕式

### 5月
- 5月以後 - 東北地方を中心に冷害と不漁が相次ぎ、その年の同地方は深刻な凶作となって飢饉が発生した。
- 5月1日 - 慶應義塾大学日吉予科校舎授業開始。
- 5月16日 - アメリカ合衆国・ミネアポリスでトラック運転手がゼネストに突入（ミネアポリス・チームスター・ストライキ）。
- 5月23日 - アメリカで銀行強盗・殺人を繰返していたクライド・バロウとボニー・パーカーが警官隊の待伏せに逢い射殺（「ボニーとクライド」参照）。
- 5月28日 - 幼児期以降まで成長した世界初の五つ子、ディオンヌ家の五つ子姉妹がカナダのオンタリオ州において出生。
- 5月30日 - 東郷平八郎元帥死去。東郷神社建設の声が全国で起る。

### 6月
- 6月1日
  - 独・ユーゴ通商協定調印
  - 輸出組合法改正施行（ダンピング取締・政府統制強化）
  - 南都銀行設立。
  - 大阪駅高架化。
- 6月3日 - 日月潭水力発電所（台湾）竣工
- 6月5日 - 東郷平八郎元帥国葬（日比谷公園）
- 6月7日 - 日比谷公会堂で藤原歌劇団第1回公演（「ラ・ボエーム」）
- 6月8日 - 南京で蔵本書記生失踪事件
- 6月20日 - 東京・台北間に無線電話開通
- 6月25日 - 築地本願寺完成
- 6月30日 - ドイツで「長いナイフの夜」発生。ヒトラーがレーム、シュライヒャーらを粛清。

### 7月
- 7月3日 - 齋藤内閣が帝人事件により総辞職
- 7月4日 - 元老西園寺公望が後継首班を推す重臣会議開催（後継内閣決定の先例）
- 7月8日 - 岡田啓介内閣発足
- 7月19日 - アメリカの航空機メーカーボーイング社が開業。

### 8月
- 8月2日 - 独ヒンデンブルク大統領死去
- 8月19日 - 独国民投票によりヒトラーの総統という地位が承認される（ - 1945年）

### 9月
- 9月8日 - モロ・キャッスル号火災事故発生。
- 9月18日 - ソ連が国際連盟加盟
- 9月21日 - 室戸台風が日本上陸
- 9月27日 - 日本・フィリピン間に無線電話開通

### 10月
- 10月1日 - 陸軍省がパンフレット「国防の本義と其強化の提唱」を配布、社会主義国家創立を提唱
- 10月6日 - カタルーニャが独立宣言、まもなく鎮圧
- 10月9日 - ルイ・バルトゥ仏外相とユーゴ国王アレクサンダル1世が暗殺される（日本でも号外）
- 10月15日 - 中国工農紅軍が瑞金を脱出し長征を開始
- 10月25日
  - 日本・蘭印間に国際電話開通
  - 高山本線全通

### 11月
- 11月1日 - 南満洲鉄道が大連・新京間に特急「あじあ」を運転開始（8時間30分）
- 11月2日 - ベーブ・ルースら17名が米大リーグ選抜チームとして来日 (〜12月1日)
- 11月5日 - 谷崎潤一郎「文章読本」発刊
- 11月7日 - 東北地方の冷害凶作被害に対して、昭和天皇と香淳皇后から50万円の救恤金が下賜される。
- 11月8日 - 千葉県東葛飾郡で牛乳による炭疽症発生（警視庁が業者に牛乳17石の廃棄を命令）
- 11月11日 - 陸軍特別大演習（北関東平野）
- 11月16日
  - 群馬県桐生市で昭和天皇誤導事件
  - ベーブ・ルースが藤沢カントリー倶楽部でゴルフを楽しむ
- 11月19日 - 桜島フェリー運航開始
- 11月20日 - 陸軍士官学校事件
- 11月24日 - 流線型機関車第一号（C53の改造）
- 11月27日
  - 第66臨時議会召集
  - 藤井真信蔵相が病気辞任(後任高橋是清)
- 11月29日 - 日本初のアメリカン・フットボール試合 (全日本学生対横浜在留外人)
- 田辺元「社会存在の論理」(「哲学研究」)

### 12月
- 12月1日 - 丹那トンネル開通。それに伴いダイヤ改正。
- 12月1日 - セルゲイ・キーロフ暗殺事件
- 12月5日 - ワルワル事件。伊とエチオピアが武力衝突。
- 12月8日 - 日米間に国際無線電話開通
- 12月10日 - 東北地方の冷害凶作被害に対処するため、凶作地ニ対スル政府所有米穀ノ臨時交付ニ関スル法律（昭和9年法律第52号）が公布される（同年12月21日施行）。
- 12月11日 - 東京・樺太間に電話開通
- 12月22日 - 文部省に国語審議会設置
- 12月24日 - 第67議会召集
- 12月24日 - 日本劇場開館
- 12月26日 - 大日本東京野球倶楽部結成。
- 12月29日 - 日本が米国にワシントン海軍軍縮条約の単独破棄を通告。
- ヨシフ・スターリンの「大粛清」が始まる。

### 日付不詳
- インド、ジャワハルラール・ネルーが国民会議派の指導者となる。
- トルコ、第1次五か年計画。
- 第二次ロンドン海軍軍縮会議予備交渉が不調に終わる

## 芸術・文化・ファッション
1934年のスポーツ
- 大相撲（幕内最高優勝）
  - 春場所 - 男女ノ川登三
  - 夏場所 - 清水川元吉

1934年の映画
- アタラント号（監督：ジャン・ヴィゴ）
- 或る夜の出来事（監督：フランク・キャプラ）

## 誕生

### 1月
- 1月1日 - 児玉清、俳優・司会者（+ 2011年）※戸籍上の生年月日
- 1月1日 - 田中浩、俳優 （+ 1993年）
- 1月1日 - 福田豊土、俳優 （+ 1998年）
- 1月1日 - 荒井健、プロ野球選手
- 1月1日 - 関根信昭、声優・俳優（+ 2021年）
- 1月1日 - 堀内律子、俳人
- 1月2日 - 山口定、政治学者（+ 2013年）
- 1月4日 - 世志凡太、作曲家・作詞家・俳優・コメディアン
- 1月5日 - 玉置宏、司会者（+ 2010年）
- 1月9日 - 弘瀬昌彦、元プロ野球選手
- 1月9日 - バート・スター、元アメリカンフットボール選手（+ 2019年[2]）
- 1月10日 - 長門裕之、俳優 （+ 2011年）
- 1月10日 - 松橋慶季、元プロ野球選手・審判員（+ 2015年）
- 1月11日 - アントニー・ホーア、計算機科学者
- 1月12日 - 小川健太郎、元プロ野球選手（+ 1995年）
- 1月12日 - 酒井敏明、元プロ野球選手（+ 2007年）
- 1月13日 - 芦田甚之助、労働運動家・連合2代目会長（+ 2011年）
- 1月13日 - ロビン・ミルナー、計算機科学者（+ 2010年）
- 1月16日 - マリリン・ホーン、ソプラノ歌手
- 1月18日 - レイモンド・ブリッグズ、児童文学作家・イラストレーター（+ 2022年）
- 1月18日 - 稲川素子、芸能プロモーター　（+2024年）
- 1月20日 - ミシェル・デボスト、フルート奏者
- 1月20日 - カミロ・パスカル、元メジャーリーガー
- 1月21日 - 久保晶、俳優
- 1月22日 - 松本明、テレビディレクター・プロデューサー（+ 2022年）
- 1月27日 - エディット・クレッソン、政治家・元フランス首相
- 1月31日 - モハンマド・タギー・メスバーフ・ヤズディー、政治家、ウラマー（+ 2021年）

### 2月
- 2月3日 - 秋山登、元プロ野球選手（+ 2000年）
- 2月5日 - ハンク・アーロン、元メジャーリーガー（+ 2021年）
- 2月5日 - 丸元淑生、小説家（+ 2008年）
- 2月5日 - 森美樹、俳優（+ 1960年）
- 2月6日 - 和田勇、元プロ野球選手
- 2月6日 - 吉田知子、作家
- 2月6日 - 本多延嘉、日本の新左翼活動家　（+ 1975年）
- 2月7日 - 金美齢、元中華民国総統府国策顧問
- 2月9日 - 有賀秀子、農芸化学者
- 2月10日 - 金平正紀、ボクシング指導者、協栄ジム初代会長（+ 1999年）
- 2月11日 - ジョン・サーティース、レーサー（+ 2017年）
- 2月11日 - マリー・クヮント、ファッションデザイナー （+2023年）
- 2月14日 - 岸野一彦、俳優、声優（* 2020年[3]）
- 2月15日 - ニクラウス・ヴィルト、計算機科学者
- 2月17日 - ウィリー・カークランド、元プロ野球選手
- 2月17日 - アンナー・ビルスマ、チェリスト (+ 2019年)
- 2月22日 - 財津一郎、俳優（+ 2023年）
- 2月22日 - スパーキー・アンダーソン、メジャーリーグ監督（+ 2010年）
- 2月23日 - 池田満寿夫、芸術家（+ 1997年）
- 2月24日 - ベッティーノ・クラクシ、イタリア首相（+ 2000年）
- 2月25日 - ケーシー高峰、コメディアン・俳優（+ 2019年[4]）
- 2月26日 - 亀山継夫、法律家、検察官、弁護士、元最高裁判所判事
- 2月27日 - 西尾慈高、元プロ野球選手（+ 2017年[5]）
- 2月27日 - 大野つや子、政治家（+ 2021年[6]）

### 3月
- 3月3日 - 加藤充、ミュージシャン
- 3月4日 - 森岡賢一郎、作曲家（+ 2018年）
- 3月6日 - 藤村有弘、俳優・声優（+ 1982年）
- 3月6日 - ミルトン・ダイアモンド、性科学者（+ 2024年）
- 3月8日 - 町田行彦、元プロ野球選手
- 3月8日 - 宮尾すすむ、タレント（+ 2011年）
- 3月9日 - ユーリ・ガガーリン、宇宙飛行士（+1968年）
- 3月9日 - 脇田晴子、歴史学者（+ 2016年）
- 3月10日 - 藤子不二雄Ⓐ、漫画家（+ 2022年）
- 3月10日 - フー・ツォン、ピアニスト（+ 2020年）
- 3月10日 - 江上重孝、プロ野球選手
- 3月13日 - 宇野亜喜良、挿絵画家・グラフィックデザイナー
- 3月14日 - ユージン・サーナン、宇宙飛行士（+ 2017年[7]）
- 3月15日 - ラドスラフ・クヴァピル、ピアニスト・作曲家
- 3月15日 - 島田彰、声優（+ 2004年）
- 3月16日 - ロジャー・ノリントン、指揮者（+ 2025年)
- 3月18日 - 佐藤允、俳優（+ 2012年）
- 3月20日 - 張明澄、漢学、中国医学研究家、台湾出身 (+ 2004年)
- 3月21日 - 大和田明、元プロ野球選手（+ 2001年）
- 3月22日 - 大橋巨泉、タレント・元参議院議員・元放送作家（+ 2016年[8]）
- 3月22日 - 松平直樹、歌手・マヒナスターズ（+ 2022年）
- 3月22日 - オリン・ハッチ、アメリカ合衆国の政治家（+ 2022年）
- 3月24日 - 梅木恒明、ラグビー指導者 (+ 2013年)
- 3月26日 - 山崎正和、劇作家・評論家（+ 2020年[9][10]）
- 3月27日 - 富沢志満、女優
- 3月29日 - 島津久永、日本の実業家、（公財）山階鳥類研究所理事長、昭和天皇の第五皇女「清宮貴子内親王」（現:島津貴子）の夫。
- 3月30日 - 柴田道子、児童文学者・社会運動家（+ 1975年）
- 3月31日 - 多田富雄、免疫学者・文筆家（+ 2010年）

### 4月
- 4月1日 - 坂口力、公明党の衆議院議員
- 4月1日 - 後藤修、元プロ野球選手 (+ 2019年)
- 4月2日 - 松田光弘、ファッションデザイナー（+ 2008年）
- 4月2日 - 山岸静馬、プロ野球選手（+ 1990年）
- 4月3日 - 8代目橘家圓蔵、落語家（前名・月の家圓鏡）（+ 2015年）
- 4月3日 - ジェーン・グドール、動物学者・人類学者
- 4月3日 - 国頭光仁、プロ野球選手
- 4月3日 - 小畑正治、プロ野球選手
- 4月3日 - 深沢建彦、プロ野球選手
- 4月5日 - 三宅秀史、元プロ野球選手（+ 2021年）
- 4月5日 - 森永勝也、元プロ野球選手（+ 1993年）
- 4月6日 - アントン・ヘーシンク、オランダ出身の柔道家、プロレスラー（+ 2010年）
- 4月7日 - パンチョ伊東、野球解説者・パシフィック野球連盟広報部長（+ 2002年）
- 4月8日 - 黒川紀章、建築家・思想家（+ 2007年）
- 4月9日 - 伊香輝男、元プロ野球選手（+ 2009年）
- 4月10日 - デイヴィッド・ハルバースタム、ジャーナリスト（+ 2007年）
- 4月11日 - 斎田忠利、元プロ野球選手
- 4月12日 - 堀田力、弁護士・元検察官
- 4月12日 - いか八朗、作曲家、俳優（+ 2018年）
- 4月14日 - マーティ・キーオ、メジャーリーガー
- 4月15日 - 田原総一朗、ジャーナリスト・評論家
- 4月15日 - 久保山和夫、プロ野球選手
- 4月16日 - 坂上二郎、コメディアン・俳優・歌手（+ 2011年）
- 4月19日 - 衆樹資宏、元プロ野球選手（+ 1999年）
- 4月20日 - 橘田規、プロゴルファー（+ 2003年）
- 4月21日 - 佐々木重徳、元プロ野球選手
- 4月24日 - シャーリー・マクレーン、女優
- 4月25日 - 古川啓三、元プロ野球選手（+ 1984年）
- 4月25日 - 鵜飼昭雪、プロ野球選手
- 4月28日 - 山岸一雄、日本の料理人、ラーメン店「東池袋大勝軒」創業者（+ 2015年）
- 4月29日 - 宝田明、俳優（+ 2022年）
- 4月29日 - ルイス・アパリシオ、メジャーリーガー

### 5月
- 5月1日 - 権藤正利、元プロ野球選手
- 5月1日 - カーバー・ミード、計算機科学者
- 5月3日 - 高嶋哲、株式会社ナナオ創業者・馬主
- 5月5日 - 海老沢勝二、元日本放送協会会長
- 5月5日 - 坂本盛明、プロ野球選手（+ 1987年）
- 5月6日 - 白木みのる、俳優（+ 2020年）
- 5月6日 - 平井嘉明、プロ野球選手
- 5月8日 - 高坂正堯、国際政治学者（+ 1996年）
- 5月8日 - 大塚安則、プロ野球選手（+ 1991年）
- 5月10日 - 高見のっぽ（高見映）、俳優・作家・歌手・NHK教育テレビ『できるかな』ノッポさん（+ 2022年）
- 5月10日 - 石川緑、元プロ野球選手（+ 2004年）
- 5月11日 - 広中和歌子、政治家
- 5月12日 - 牧阿佐美、バレエダンサー（+ 2021年）
- 5月13日 - 中村メイコ、女優（+ 2023年）
- 5月23日 - ロバート・モーグ、モーグ・シンセサイザーの開発者    (+ 2005年)
- 5月23日 - 岸洋子、歌手（+ 1992年）
- 5月25日 - 米倉健司、元プロボクサー・ヨネクラボクシングジム会長（+ 2023年）
- 5月26日 - 井上登、元プロ野球選手（+ 2012年）
- 5月26日 - 東海林のり子、芸能リポーター、元ニッポン放送アナウンサー
- 5月26日 - 丁銀隆、プロ野球選手
- 5月27日 - ハーラン・エリスン、SF作家 (+ 2018年[11])
- 5月28日 - ディオンヌ家の五つ子姉妹。うちエミリー（+ 1954年）、マリー（+ 1970年）、イヴォンヌ（+ 2001年）
- 5月29日 - 堤義明、実業家・元西武鉄道グループオーナー

### 6月
- 6月1日 - 徳南晴一郎、漫画家（+ 2009年）
- 6月6日 - 山田太一、脚本家、小説家（+ 2023年）
- 6月10日 - 野村吉三郎、元全日本空輸社長・会長
- 6月10日 - 若杉輝明、プロ野球選手
- 6月11日 - 杉田弘子、元女優（+ 1992年）
- 6月11日 - 原ひろ子、文化人類学者 (+ 2019年)
- 6月11日 - 石田泰三、プロ野球選手 (+ 2017年)
- 6月13日 - 石田雄彦、元競輪選手（選手登録番号2410）（+ 2015年）
- 6月16日 - 増本一郎、元プロ野球選手
- 6月18日 - 横山光輝、漫画家（+ 2004年）
- 6月20日 - リウス、イラストレーター・漫画家（+ 2017年）
- 6月25日 - 愛川欽也、マルチタレント（+ 2015年）
- 6月25日 - 矢頭高雄、元プロ野球選手（+ 2003年）
- 6月27日 - ロバート・ローゼン、理論生物学者（+ 1998年）
- 6月27日 - 田代照勝、プロ野球選手（+ 2003年）
- 6月29日 - 吉川元忠、経済学者（+ 2005年）
- 6月29日 - 加倉井実、プロ野球選手（+ 1998年）

### 7月
- 7月2日 - イヴァン・マドレー、クリケット選手 （+2009年）
- 7月3日 - 引田天功、奇術師（+ 1979年）
- 7月6日 - モーリス・アッソン、ヴァイオリニスト
- 7月10日 - 米倉斉加年、俳優（+ 2014年）
- 7月10日 - 君野健一、プロ野球選手
- 7月11日 - ジョルジオ・アルマーニ、ファッションデザイナー
- 7月12日 - 川田正子、童謡歌手（+ 2006年）
- 7月12日 - ヴァン・クライバーン、ピアニスト（+ 2013年）
- 7月14日 - 筈見純、声優
- 7月17日 - 田所善治郎、元プロ野球選手(+ 2021年)
- 7月17日 - 東実、プロ野球選手
- 7月17日 - ドナルド・サザーランド、カナダ出身の俳優
- 7月20日 - 山内鉄也、映画監督（+ 2010年）
- 7月21日 - 江崎照雄、プロ野球選手（+ 2016年）
- 7月25日 - たてかべ和也、声優（+ 2015年）
- 7月25日 - 宇能鴻一郎、小説家
- 7月26日 - 森山周一郎、俳優・声優・ナレーター（+ 2021年）
- 7月28日 - 小山正明、元プロ野球選手（+ 2025年）
- 7月30日 - バド・セリグ、MLBコミッショナー
- 7月31日 - 福田昌久、元プロ野球選手（+ 1988年）

### 8月
- 8月5日 - 川崎啓之介、プロ野球選手
- 8月6日 - ピアズ・アンソニイ、小説家
- 8月8日 - 中島貞夫、映画監督・脚本家（+2023年）
- 8月8日 - 長坂衛、プロ野球選手
- 8月9日 - 兵頭冽、プロ野球選手 (+ 2013年)
- 8月12日 - 佐藤隆輔、アナウンサー
- 8月13日 - 新田昌玄、俳優（+ 2004年)
- 8月14日 - 江國滋、演芸評論家・随筆家（+ 1997年）
- 8月15日 - 原田信吉、プロ野球選手
- 8月15日 - 玉生司朗、俳優・声優
- 8月16日 - ダイアナ・ウィン・ジョーンズ、小説家（+ 2011年）
- 8月17日 - 石井一、政治家（+ 2022年)
- 8月18日 - グルザール、詩人・作詞家・映画監督
- 8月18日 - 徳田重男、AV男優
- 8月18日 - ロベルト・クレメンテ、元プロ野球選手（+ 1972年）
- 8月18日 - レイファー・ジョンソン、元陸上競技選手、俳優（+ 2020年）
- 8月19日 - 降旗康男、映画監督（+ 2019年[12]）
- 8月19日 - ゴードン・ベル、技術者・工学者
- 8月20日 - 司葉子、女優
- 8月22日 - 天田俊明、俳優
- 8月26日 - 第十四代酒井田柿右衛門、陶芸家、人間国宝（+ 2013年）
- 8月26日 - 武村正義、元衆議院議員（+ 2022年）
- 8月26日 - 桧垣忠、プロ野球選手
- 8月28日 - 田村満、プロ野球選手

### 9月
- 9月3日 - 長部日出雄、小説家・評論家（+ 2018年[13]）
- 9月3日 - 米田佐代子、ノンフィクション作家
- 9月4日 - ヤン・シュヴァンクマイエル、映画監督
- 9月4日 - ロナルド・ルディントン、フィギュアスケート選手 (+ 2020年)
- 9月5日 - 桂本和夫、元プロ野球選手
- 9月7日 - 青木稔、プロ野球選手（+ 2014年）
- 9月8日 - 二宮政昭、元プロ野球選手
- 9月9日 - 小中陽太郎、作家・評論家
- 9月10日 - 樋口陽一、法律家
- 9月10日 - ロジャー・マリス、元メジャーリーガー（+ 1985年）
- 9月11日 - 睦五朗、俳優（+ 2021年）
- 9月14日 - 国松彰、元プロ野球選手
- 9月15日 - 大木護、元プロ野球選手
- 9月16日 - エルジン・ベイラー、元バスケットボール選手（+ 2021年）
- 9月17日 - ヴァルダ・オズボーン、フィギュアスケート選手
- 9月19日 - 山元護久、放送作家・児童文学者（+ 1978年）
- 9月20日 - 末吉興一、前北九州市長
- 9月20日 - ソフィア・ローレン、女優
- 9月21日 - レナード・コーエン、シンガーソングライター、詩人（+ 2016年[14]）
- 9月24日 - 筒井康隆、小説家・劇作家
- 9月24日 - ジョン・ブラナー、SF作家（+ 1995年）
- 9月24日 - 木村保、元プロ野球選手（+ 2005年）
- 9月26日 - 山本哲也、元プロ野球選手（+ 2019年）
- 9月26日 - 牧伸二、ウクレレ漫談家（+ 2013年）
- 9月27日 - 安西郷子、女優（+ 2002年）
- 9月27日 - 足木敏郎、元プロ野球選手（+ 2022年）
- 9月28日 - ブリジット・バルドー、女優
- 9月30日 - 西本鶏介、作家
- 9月30日 - 山本義司、元プロ野球選手（+ 2004年）

### 10月
- 10月1日 - 伊奈努[15]、元プロ野球選手（+ 1984年）
- 10月1日 - 海老一染之助、曲芸師（+ 2017年）
- 10月8日 - 藤尾茂、元プロ野球選手（+ 2022年）
- 10月8日 - 伊川義則、プロ野球選手
- 10月15日 - 大脇雅子、弁護士
- 10月17日 - アラン・ガーナー、作家
- 10月20日 - 上皇后美智子、明仁上皇の后
- 10月20日 - 眉村卓、SF作家 （+ 2019年[16]）
- 10月24日 - 川本徳三、元プロ野球選手
- 10月26日 - ジャック・ルーシェ、ピアニスト・作曲家 (+ 2019年)
- 10月27日 - たかたかし、作詞家
- 10月30日 - フランス・ブリュッヘン、音楽家 (+ 2014年)
- 10月31日 - 灰谷健次郎、児童文学作家（+ 2006年）
- 10月31日 - カール・ボレス、元プロ野球選手（+ 2022年）

### 11月
- 11月2日 - ケン・ローズウォール、プロテニスプレイヤー
- 11月3日 - 新間正次、タレント・政治家
- 11月6日 - 森本達幸、高校野球指導者（+ 2023年）
- 11月9日 - カール・セーガン、天文学者（+ 1996年）
- 11月9日 - ロナルド・ハーウッド、脚本家（+ 2020年）
- 11月9日 - 杉尾富美雄、プロ野球選手（+ 2002年）
- 11月10日 - 戸嶋平八、タレント（+ 1998年）
- 11月10日 - ノーム・キャッシュ、メジャーリーガー（+ 1986年）
- 11月14日 - 東陽一、映画監督・脚本家
- 11月14日 - デイヴ・マッケイ、プロサッカー選手（+ 2015年）
- 11月15日 - 内田康夫、推理作家（+ 2018年）
- 11月17日 - 井上ひさし、小説家・劇作家（+ 2010年）
- 11月17日 - 服部茂次、プロ野球選手（+ 1967年）
- 11月19日 - 寺田陽介、元プロ野球選手
- 11月19日 - フィリップ・レダー、遺伝学者 (+ 2020年)
- 11月20日 - 蓜島久美、プロ野球選手
- 11月21日 - 岡本教平、プロ野球選手（+ 没年不明）
- 11月22日 - 小林修、声優（+ 2011年）
- 11月23日 - ロバート・タウン、脚本家・映画監督
- 11月24日 - 鈴木銀一郎、作家、ゲームデザイナー、有限会社翔企画取締役(+ 2021年)
- 11月25日 - 西村貞朗、元プロ野球選手（+ 2015年）

### 12月
- 12月1日 - 田中守、元プロ野球選手（+ 2004年）
- 12月2日 - アンディ・ロジャース、元プロ野球選手（+ 2004年）
- 12月6日 - 前田憲男、ジャズピアニスト・作曲家（+ 2018年）
- 12月6日 - 荻孝雄、プロ野球選手（+ 2014年）
- 12月7日 - 小山幹夫、映画監督
- 12月8日 - 高倉照幸、元プロ野球選手（+ 2018年[17]）
- 12月8日 - 藤村俊二、タレント・俳優（+ 2017年[18]）
- 12月9日 - ジュディ・デンチ、女優
- 12月9日 - ジュニア・ウェルズ、歌手・ハーモニカ奏者（+ 1998年）
- 12月10日 - 山口わか子、政治家
- 12月12日 - 菅貫太郎、俳優（+ 1994年）
- 12月13日 - 小林則幸、政治家、新潟県出雲崎町長
- 12月14日 - 前田陽一、映画監督（+ 1998年）
- 12月15日 - 菊田幸一、刑事法学者
- 12月15日 - 大仲清治、俳優・スーツアクター、プロ野球選手（+ 没年不詳）
- 12月17日 - ケント・ハドリ、元プロ野球選手（+ 2005年）
- 12月18日 - 西崎義展、アニメーションプロデューサー（+ 2010年）
- 12月19日 - 久保田治、元プロ野球選手・審判員
- 12月19日 - アル・ケーライン、メジャーリーガー（+ 2020年）
- 12月22日 - 村井保雄、アマチュア野球指導者（+ 2022年）
- 12月23日 - 山本文郎、フリーアナウンサー（元TBS）（+ 2014年）
- 12月27日 - 北川弘治、弁護士、裁判官
- 12月28日 - 石原裕次郎、俳優・歌手（+ 1987年）
- 12月28日 - マギー・スミス、女優
- 12月28日 - 相生千恵子、女優・声優（+ 2013年）
- 12月28日 - 山下登、元プロ野球選手（+ 1976年）

### 誕生月日不詳
- 松浦輝夫、登山家（+ 2015年）
- 中本忠子、元保護司

## 死去
- 1月1日 - ヤーコプ・ヴァッサーマン、小説家（* 1873年）
- 1月8日 - 片倉兼太郎 (2代目)、実業家（* 1863年）
- 1月9日 - 橋本策、医師・病理学者（* 1881年）
- 1月12日 - パウル・コハンスキ、ヴァイオリニスト・作曲家・編曲家（* 1887年）
- 1月13日 - ポール・ヴィラール、物理学者（* 1860年）
- 1月13日 - 早田文藏、植物学者（* 1874年）
- 1月15日 - ヘルマン・バール、小説家・劇作家・評論家（* 1863年）
- 1月16日 - 岡田時彦、俳優（* 1903年）
- 1月18日 - オタカール・シェフチーク、ヴァイオリニスト（* 1852年）
- 1月28日 - 古市公威、工学博士（* 1854年）
- 1月29日 - フリッツ・ハーバー、化学者（* 1868年）
- 2月4日 - エルネスト・ナザレー、ピアニスト・作曲家（* 1863年）
- 2月5日 - ウィリアム・モーリス・ディヴィス、地理学者（* 1850年）
- 2月6日 - 佐々木味津三、小説家（* 1896年）
- 2月14日 - 横瀬夜雨、詩人（* 1878年）
- 2月17日 - ジークベルト・タラッシュ、チェスプレーヤー（* 1862年）
- 2月17日 - アルベール1世、ベルギー王（* 1875年）
- 2月19日 - 野呂栄太郎、日本共産党の幹部（* 1900年）
- 2月19日 - 伊東巳代治、官僚・政治家（* 1857年）
- 2月21日 - アウグスト・セサル・サンディーノ、ニカラグアの革命家（* 1895年）
- 2月23日 - エドワード・エルガー、作曲家（* 1857年）
- 2月24日 - 直木三十五、小説家（* 1891年）
- 2月25日 - ジョン・マグロー、元メジャーリーガー（* 1873年）
- 3月1日 - 長澤鼎、実業家（* 1852年）
- 3月1日 - 服部金太郎、実業家（* 1860年）
- 3月6日 - 原脩次郎、実業家・政治家（* 1871年）
- 3月7日 - 三島霜川、小説家（* 1876年）
- 3月10日 - 武藤山治、実業家・政治家（* 1867年）
- 3月20日 - エンマ・フォン・ヴァルデック＝ピルモント、オランダ摂政（* 1858年）
- 3月21日 - フランツ・シュレーカー、作曲家（* 1878年）
- 3月25日 - 中橋徳五郎、実業家・政治家（* 1861年）
- 4月3日 - 高倉徳太郎、神学者・牧師（* 1885年）
- 4月5日 - 佐藤次郎、テニス選手（* 1908年）
- 4月6日 - ディキシー・キッド、プロボクサー（* 1883年）
- 4月11日 - ジョン・コリア、画家（* 1850年）
- 4月25日 - 土田杏村、哲学者・評論家（* 1891年）
- 4月20日 - 山本卯太郎、橋梁技術者（* 1891年）
- 5月5日 - 中村憲吉、歌人（* 1889年）
- 5月6日 - 6代目雷門助六、落語家（* 1882年）
- 5月6日 - 平岡凞、野球選手、指導者（* 1856年）
- 5月12日 - クマのウィニー （* 1914年）
- 5月16日 - 川村清雄、洋画家
- 5月17日 - キャス・ギルバート、建築家（* 1859年）
- 5月21日 - 片岡直温、実業家・政治家（* 1859年）
- 5月23日 - ボニー・パーカー、『ボニーとクライド』で有名な犯罪者カップルのひとり（* 1910年）
- 5月23日 - クライド・バロウ、『ボニーとクライド』で有名な犯罪者カップルのひとり（* 1909年）
- 5月25日 - グスターヴ・ホルスト、作曲家（* 1874年）
- 5月30日 - 東郷平八郎、日本海軍元帥（* 1848年）
- 6月10日 - フレデリック・ディーリアス、作曲家（* 1862年）
- 6月11日 - レフ・ヴィゴツキー、心理学者（* 1896年）
- 6月26日 - 内藤湖南、歴史家（* 1866年）
- 6月30日 - クルト・フォン・シュライヒャー、ドイツ国首相（* 1882年）
- 6月30日 - グレゴール・シュトラッサー、ナチス左派の中心人物（* 1892年）
- 7月1日 - 三岸好太郎、画家（* 1903年）
- 7月2日 - エルンスト・レーム、ナチス突撃隊創始者（* 1887年）
- 7月3日 - ハリス・ライアン、電子工学研究者（* 1866年）
- 7月4日 - マリ・キュリー、物理学者（* 1867年）
- 7月8日 - バンジャマン・バイヨー、天文学者（* 1848年）
- 7月22日 - ジョン・デリンジャー、ギャング（* 1903年）
- 7月25日 - フランソワ・コティ、実業家（* 1874年）
- 7月25日 - ネストル・マフノ、アナキズム運動家（* 1888年）
- 7月25日 - エンゲルベルト・ドルフース、オーストリア首相（* 1892年）
- 7月26日 - ウィンザー・マッケイ、漫画家・アニメーター（* 1871年）
- 7月28日 - 池貝庄太郎、発明家・池貝創業者（* 1869年）
- 7月29日 - 久米桂一郎、画家（* 1866年）
- 7月31日 - エミール・シェフネッケル、画家（* 1851年）
- 8月2日 - パウル・フォン・ヒンデンブルク、ドイツヴァイマル共和国第2代大統領（* 1847年）
- 8月8日 - ウィルバート・ロビンソン、メジャーリーグのプロ野球選手（* 1863年）
- 8月10日 - ルドルフ・トイスラー、宣教師・医師（* 1876年）
- 8月12日 - エド・アンドリュース、メジャーリーガー（* 1859年）
- 8月23日 - ヴィクトル・カプラン、カプラン水車開発者として知られる技術者（* 1876年）
- 8月23日 - 野村芳亭、映画監督（* 1880年）
- 9月1日 - 竹久夢二、日本画家・詩人（* 1884年）
- 9月9日 - ロジャー・フライ、画家（* 1866年）
- 9月10日 - ジョージ・ヘンシェル、音楽家（* 1850年）
- 9月11日 - 井上剣花坊、川柳作家（* 1870年）
- 10月6日 - 初代桂春団治、落語家（* 1878年）
- 10月9日 - アレクサンダル1世、ユーゴスラビア王（* 1888年）
- 10月10日 - 高村光雲、彫刻家（* 1852年）
- 10月14日 - ミハイル・マチューシン、美術家・作曲家（* 1861年）
- 10月16日 - 片岡仁左衛門 (11代目)、歌舞伎役者（* 1858年）
- 10月17日 - アーサー・シュスター、物理学者（* 1851年）
- 10月17日 - サンティアゴ・ラモン・イ・カハール、解剖学者（* 1852年）
- 10月19日 - アレクサンダー・フォン・クルック、ドイツ陸軍の上級大将（* 1846年）
- 10月25日 - フランク・スプレイグ、発明家（* 1857年）
- 11月3日 - 江見水蔭、小説家（* 1869年）
- 11月5日 - フルダ・ガルボルグ、作家・舞踏家（* 1862年）
- 11月5日 - 櫛田民蔵、経済学者（* 1885年）
- 11月8日 - 尾上梅幸 (6代目)、歌舞伎役者（* 1870年）
- 11月15日 - アリス・リデル、不思議の国のアリス、鏡の国のアリスの主人公のモデルとされる人物（* 1852年）
- 11月16日 - カール・フォン・リンデ、技術者（* 1842年）
- 11月20日 - ウィレム・ド・ジッター、天文学者（* 1872年）
- 11月21日 - 和田万吉、国文学者（* 1865年）
- 11月24日 - 玉川みちみ、女優（* 1913年）
- 11月27日 - ベビーフェイス・ネルソン、ギャング（* 1908年）
- 12月1日 - セルゲイ・キーロフ、スターリンの側近として知られたソ連の政治家（* 1886年）
- 12月15日 - ギュスターヴ・ランソン、文芸評論家（* 1857年）
- 12月20日 - ニコライ・マル、言語学者（* 1865年）
- 12月28日 - 安達峰一郎、国際司法裁判所所長（* 1869年）
- 日付不明 - 李書文、中国武術家（* 1864年）
- 日付不明 - 明石緑郎 - 俳優（* 1899年）

## ノーベル賞
- 物理学賞 - 該当者なし
- 化学賞 - ハロルド・ユーリー
- 生理学・医学賞 - ジョージ・H・ウィップル、ジョージ・リチャーズ・マイノット、ウィリアム・P・マーフィ
- 文学賞 - ルイジ・ピランデロ
- 平和賞 - アーサー・ヘンダーソン